# St. Josef (Nachrodt)

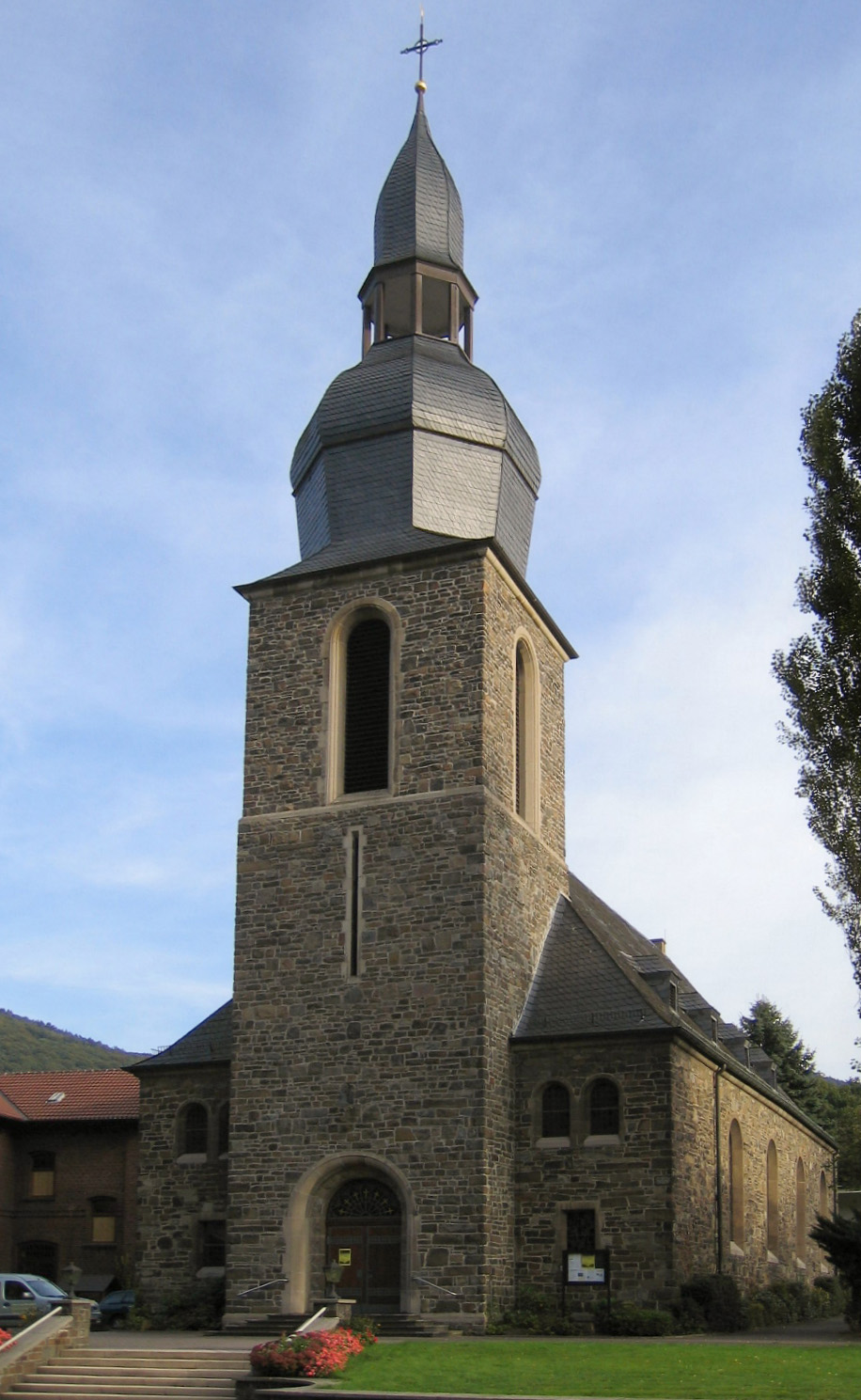
St. Josef, 2006

St. Josef ist eine profanierte römisch-katholische Kirche in Nachrodt, einem Ortsteil der Doppelgemeinde Nachrodt-Wiblingwerde im Märkischen Kreis (Nordrhein-Westfalen). Sie gehörte zur Pfarrei St. Matthäus in Altena. Kirche und Gemeinde gehören zum Kreisdekanat Altena-Lüdenscheid im Bistum Essen.

## Geschichte
Ende des 19. Jahrhunderts entstand in Nachrodt die Kirchengemeinde St. Josef. 1894 konnte ein erster Kirchenbau und ein Klassenraum errichtet werden. Die Gemeinde war zunächst nicht selbstständig, sondern wurde von Altena betreut. 1907 wurde der erste Vikar nach Nachrodt entsandt, 1920 wurde die Gemeinde zur eigenständigen Pfarrei erhoben.
Das heutige Kirchengebäude wurde am 25. September 1927 konsekriert.
Durch die Umstrukturierung des Bistums Essen von 2006 bis 2008 wurde die Pfarrei St. Josef aufgehoben und mit St. Theresia in Evingsen der Pfarrei St. Matthäus in Altena zusammengeschlossen. Am 26. November 2023 wurde die Kirche profaniert und soll anschließend an die freikirchliche „Lennekirche“ übergeben werden, die die Kirche zur Spiel- und Sportstätte umbauen will.